# Kulturknall-Festival
Der Kulturknall (Eigenschreibweise kultURKNALL) ist ein jährlich stattfindendes Benefiz-Festival im Staffelsee-Raum in Oberbayern. Seit 1994 wird das zwei bis drei Tage dauernde Festival im Juli jeden Jahres vom Verein Menschen Helfen e. V. veranstaltet.

## Festival
Das Benefizfestival kultURKNALL findet seit 1994 jedes Jahr am letzten Schul-Wochenende im Juli in der Region um den Staffelsee statt. Bis zu 6.000 Menschen besuchen das Festival jedes Jahr. Die Künstler treten ohne Gage auf und die rund 100 Organisatoren und Helfer arbeiten ehrenamtlich. Der Reinerlös der Veranstaltung fließt zu 100 % in die Hilfsprojekte von Menschen Helfen e. V.
Veranstaltet wird das Festival vom Verein Menschen Helfen e. V. Er wurde 1993 gegründet, mit Sitz in Seehausen am Staffelsee. Zweck des Vereins ist die Unterstützung in Not geratener Menschen. Finanziert werden die Projekte durch Spenden und durch die Reinerlöse der Veranstaltungsreihen kultURKNALL und adventspurt sowie der vom Verein organisierten Kopfhörerpartys.
Als 1991 auf dem Balkan der Krieg ausbrach, haben vier Ministranten der Gemeinde Seehausen Hilfslieferungen durchgeführt, um der betroffenen Bevölkerung zu helfen. Über die Pfarrei Seehausen wurden Kontakte nach Zazina in Kroatien geknüpft, den Bestimmungsort der ersten Hilfstransporte. Durch die von Beginn an ständig zunehmende Zahl der Helfer entstand der Gedanke, einen mildtätigen Verein zu gründen, in dessen Namen mögliche weitere Hilfsaktionen geplant und durchgeführt werden sollten.
In den Folgejahren wurde die Finanzierung der Hilfsaktionen schwerpunktmäßig von der Spendenakquise auf die Durchführung von Benefizveranstaltungen geändert. Die kulturellen Großveranstaltungen, bei denen alle Beteiligten unentgeltlich auftreten und mitarbeiten, tragen seit 1994 den Hauptanteil der Finanzierung der Hilfsaktionen.

## Geschichte

### 1990er

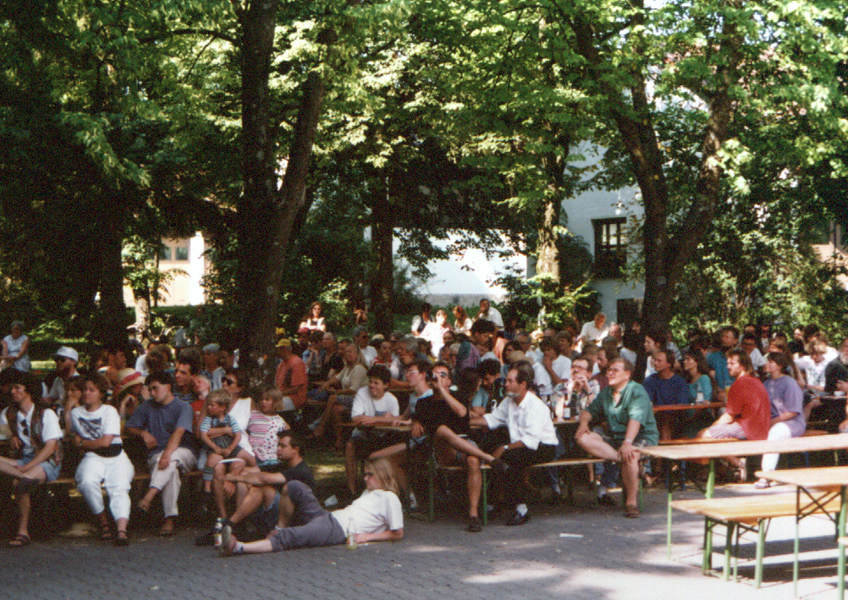
kultURKNALL 1994

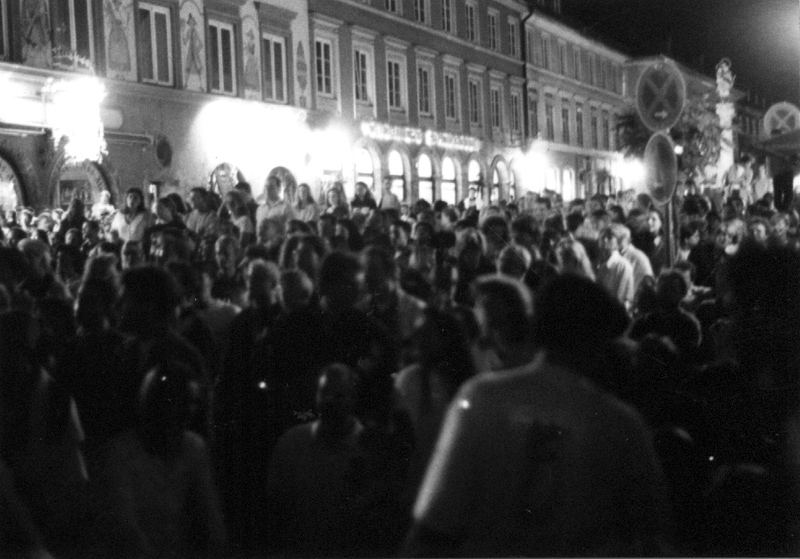
kultURKNALL 1996

Im März 1993 startete der erste Hilfstransport nach Kroatien. Mit ihm wurden Lebensmittel, Medikamente, Verbandsmaterial und Kleidung im Wert von 40.000 DM zu Bedürftigen in Zazina geliefert. Zur Organisation der Transporte wurde im folgenden Monat der Verein Menschen Helfen e. V. mit Sitz im Pfarramt Seehausen am Staffelsee gegründet. Der neugegründete Verein konnte mithilfe von Spenden bereits im Dezember einen zweiten Hilfstransport durchführen, wobei die Verteilung der Hilfsgüter in Zusammenarbeit mit örtlichen karitativen Einrichtungen erfolgte.
Zur Einbringung von Spenden führte der Verein im Juli 1994 ein erstes großes Benefizfestival kultURKNALL in der gerade aufgelösten Kemmelkaserne in Murnau durch, wobei 16.000 DM für eine „Kinderfarm“ im rumänischen Ariçesti zusammenkamen. Ein Jahr später folgte das zweite kultURKNALL-Festival, bei dem wiederum 20.000 DM eingesammelt werden konnten, die für den Bau der Turnhalle der „Kinderfarm Ariçesti“ verwendet wurden. Damit waren die notwendigen Erstinvestitionen für die „Kinderfarm“ getätigt, wodurch sie notwendiges Kapital zum Betrieb durch eigene Wirtschaftsbetriebe nunmehr selbst aufbringen konnte. Im Juli 1996 ermöglichte ein OpenAir-Kino auf der gesperrten Bundesstraße 2 mit seinen 5000 Besuchern und einem Reingewinn von 20.000 DM einen ersten Hilfstransport in die vom Bosnienkrieg fast vollständig zerstörte, bosniakische Stadt Gornji Vakuf in Bosnien. Zum kultURKNALL am See kamen im Juli 1997 2400 Besucher, die bayerisches Kabarett von den Wellküren und Rock ’n’ Roll vor Sonnenuntergangskulisse erlebten und durch ihre Beiträge den zweiten Transport nach Bosnien finanzierten. Vor allem Babynahrung und Hygienematerial wurden dabei geliefert. Die Benefizhighlights des Jahres 1998 hießen subkultURKNALL im neuen Murnauer Umgehungsstraßentunnel und kultURKNALL in der Schlucht. Bands wie Ringsgwandl und Bananafishbones traten für den guten Zweck gagenfrei auf, was beim Kassensturz einen Reinerlös von 90.000 DM erbrachte, mit denen Hilfstransporte nach Bosnien durchgeführt werden konnten. Ein letzter Hilfstransport nach Bosnien wurde mit dem Freilicht-Theater Szenen aus dem Sommernachtstraum im Seidlpark in Murnau 1999 und dem kultURKNALL 2000 Silvesterball finanziert.

### 2000er

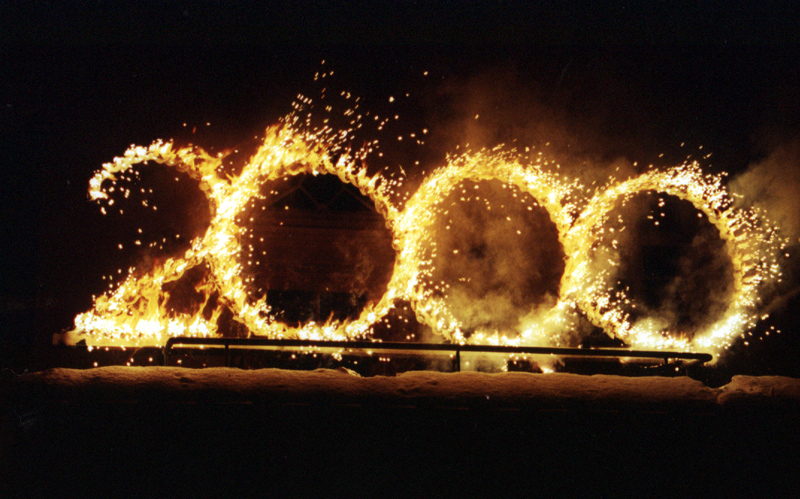
kultURKNALL 2000 Silvester

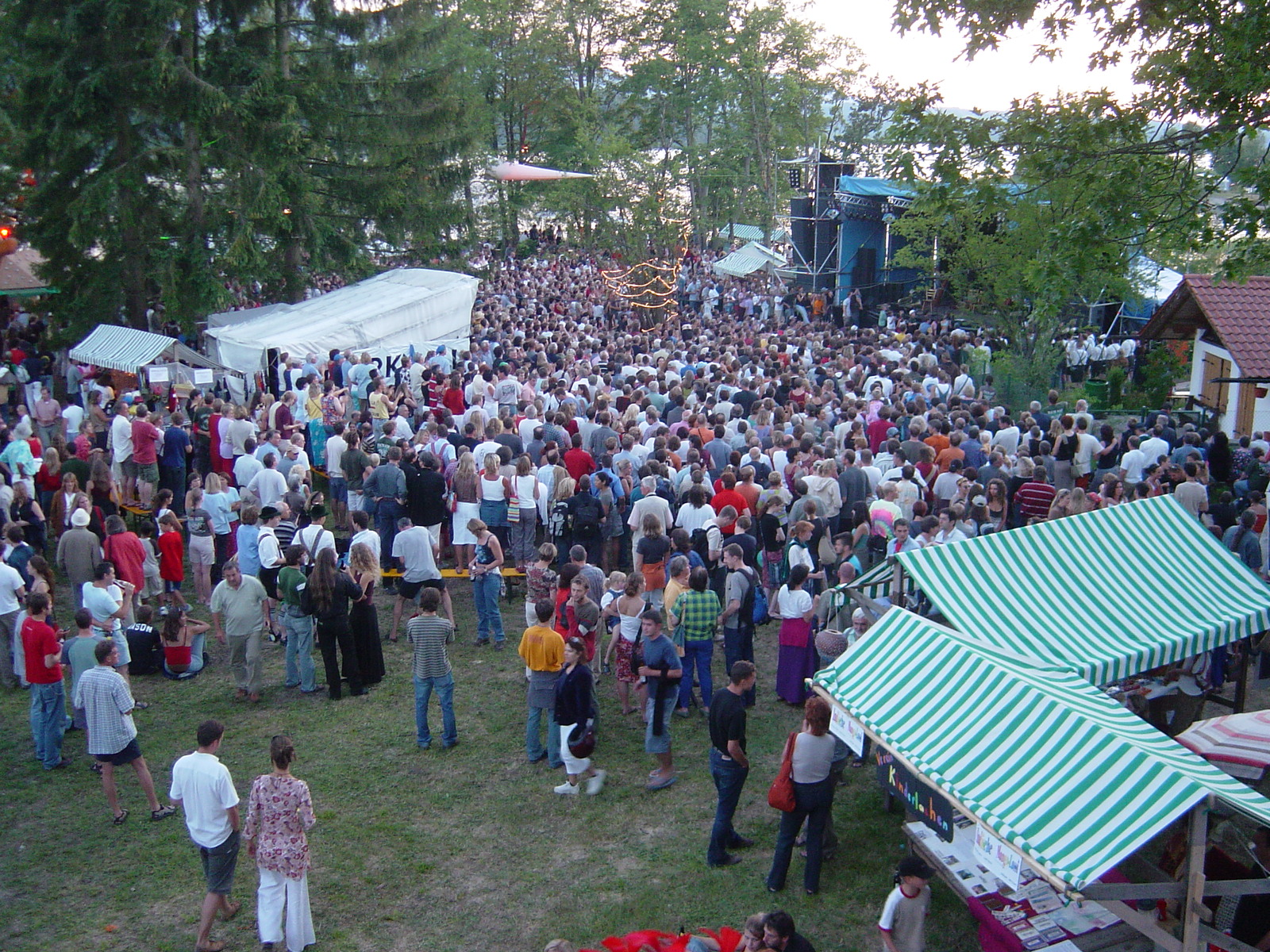
kultURKNALL 2003

Der kultURKNALL 850 zur Eröffnung der Murnauer Fußgängerzone im Juli 2000 spülte die ersten 75.000 DM für das Kinderheim „Canaan“ im rumänischen Dorf Șercaia in die Projektkassen. Es folgten der kultURKNALL im Seidlpark 2001 und 2002 das Drachenspektakel in Anlehnung an die Murnauer Lindwurm-Sage, mit deren Erlösen ein neues Wohnhaus für die Waisenkinder, eine kleine Krankenstation, eine Schreinerwerkstatt und eine Zentralküche gebaut wurden.
2003 wurde die Menschen-Helfen-Stiftung gegründet, deren Zinserlöse der Finanzierung der Behindertenbetreuung in Făgăraș in Rumänien zugutekommen. In demselben Jahr kamen beim zehnten kultURKNALL am Fiedlerspitz in Seehausen am Staffelsee dank Auftritten von Schandmaul, den BeNUTS oder der Biermösl Blosn für die Stiftung über 50.000 Euro zusammen. Auch der Erlös aus dem OpenAir-Kino-kultURKNALL 2004, bei dem auf dem ehemaligen Hummelsheim-Fabrikgelände 900 Tonnen Sand zur Beachparty am Alpenrand einluden, flossen in die Stiftung. Im Jahr 2005 kehrte der kultURKNALL auf das Fiedlerspitz-Gelände in Seehausen zurück. Neben den Auftritten von Console, Stoppok, Quadro Nuevo, Jahcoustix, den Well-Kindern oder Stimmbruch gab es auch einen eigenen Kinder-kultURKNALL. Die Veranstaltung erbrachte weitere 40.000 Euro für die Stiftung Menschen Helfen zusammen. Auf dem ersten Mittelalter-kultURKNALL 2006 im Murnauer Ainmillerpark waren Gaukler, Spielleute, Barden und Handwerker zu sehen. Der Erlös von 34.000 Euro kam zum größten Teil einem Schulinternat in Moldawien zugute. Aufgrund dieses Erfolges gründete der Verein den Menschen-Helfen-Fonds für Kinder und Bedürftige (kurz „Kinderfonds“). Bis zu 50 % des Fonds-Kapitals kommt mildtätigen Organisationen aus der Staffelsee-Region zugute, der andere Teil fließt in solide Projekte in Moldawien und anderen Ländern. Das kultURKNALL-Festival 2007 in dem nach ihm benannten Murnauer Seidlpark war dem Architekten Emanuel von Seidl gewidmet. Mit großer Bühne, Auftritten von Bananafishbones, Jamaram, Einshoch6 und anderen mehr, dem Kinder-kultURKNALL, Kunst und Standmeile wurden 36.000 Euro eingespielt. Der kultURKNALL mit Hut, wie er 2008 hieß, stand ganz im Zeichen von Ödön von Horváth, der eine Zeit lang in Murnau wohnte. Das im Untermarkt und den umliegenden Gassen stattfindende Fest brachte dank mehrerer Theateraufführungen und Künstlern wie Makako Jump, Verstärker, LaBrassBanda, Phil Vetter u. a. wieder mehr als 30.000 Euro ein. Auch 2009 spielte der kultURKNALL am Stahlbad über 35.500 Euro in die Kassen des Vereins. Auf zwei Bühnen begeisterten Bands wie Grossstadtgeflüster und Bluekilla sowie Künstler wie Die Wellküren und Michael Fitz die zahlreichen Zuschauer. Das thematisch an den Beginn des Tourismus in der Staffelseeregion erinnernde Festival, fand in der Nähe des ehemaligen Murnauer Stahlbades auf dem nördlichen Geländeteil der heutigen Klinikanlage Hochried in Murnau statt.

### 2010er

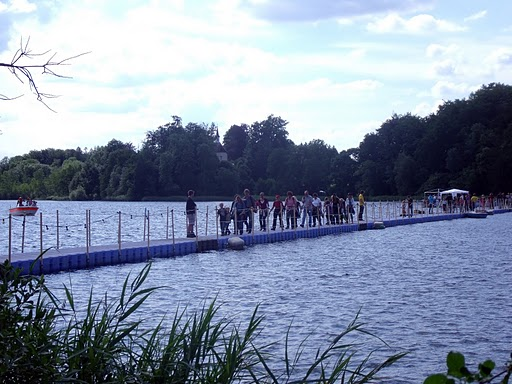
kultURKNALL 2010

2010 wurde die Geschichte der Staffelseeinsel Wörth thematisch aufgegriffen und als Theaterstück präsentiert. Hierzu wurde extra ein Steg auf die Insel Wörth – analog dem historischen Steg – aufgebaut. Musiker wie Michael Altinger und Georg Ringsgwandl sowie Darbietungen auf der MS Seehausen rundeten das Programm ab. Der Reinerlös diente wieder dem „Kinderfonds“ zur Unterstützung regionaler Projekte und eines Kindertageszentrums im moldawischen Grigorauca. Der kultURKNALL beim Loeb dahoam lockte 2011 die Besucher ans südliche Ende der Klinik Hochried. Vor der Kulisse der einstigen Villa des Mäzens James Loeb erbrachte das Musikfestival trotz Kälte und Regenschauern 18.500 Euro für das moldawische Projekt des Kinderfonds. Bei dem erneut im Mittelalter angesiedelten kultURKNALL-Spectaculum 2012, bei dem Ritter, Gaukler und Barden den sonst so beschaulichen Molopark in Murnau bevölkerten, kamen über 23.500 Euro für Grigorauca zusammen. Den Rekordbetrag vom 34.000 Euro erlöste der kultURKNALL im Sperrgebiet auf einem Standortübungsplatz nahe Murnau im Jahr 2013, wo Bands wie Raggabund, Notwist und Monaco Bagage auftraten. Trotz regnerischem Wetters kamen auch 2014 zahlreiche Besucher auf das Fiedlerspitz-Grundstück in Seehausen am Staffelsee, um Bands wie Kellerkommando, BBou und Vladiwoodtsok zu lauschen. Der Geschichte des Murnauer Schlosses widmete sich die Veranstaltung 2015. Auf den Bühnen standen Passafire, die Mundwerk-Crew, Karin Rabhansl und die Lokalmatadore Impala Ray. Die Veranstaltung 2016 war geprägt von Theater und Aktionen rund um die Murnauer Marktbrände. In der gesperrten Burggraben-Straße und im Kurpark erlöste das Festival den bislang höchsten Betrag von 50.400 Euro.
Beim kultURKNALL am alten Krankenhaus am James Loeb Gelände in Murnau traten unter anderem auf. Der Erlös von über 56.000 € floss wie in den Jahren zuvor an ein Kinderzentrum in Grigorauca/Moldawien. Zum 25-jährigen im Jahr 2018 gab es dann eine Seebühne im Staffelsee. Und 2019 wurde im von Emanuel von Seidl gestalteten Seidlpark in Murnau wieder mal der Sommernachtstraum aufgeführt, zusammen mit Parkführungen, einem Sommerfest und einem Kinderprogramm.

### 2020er
2020 gab es pandemiebedingt nur ein kleines OpenAir-Kino am Riegsee-Ufer. Im Folgejahr 2021 konnte wieder ein umfangreiches Benefizfestival im Seehauser Ortsteil Riedhausen, mit Loisach Marci, Ami Warning, Café Unterzucker, Fischer und Rabe stattfinden. Die Veranstaltung kultURKNALL – die Post geht ab 2022 in Murnau um das ehemalige Postgebäude mit Jamaram, den Wellküren, Jazz mit Florian Oppenrieder und Karen Edwards u. v. m. brachte den bis dahin höchsten Reinerlös von 60.000 für das Kinderzentrum in Moldau und für die Unterstützung ukrainischer Kriegsflüchtlinge in Moldau und im Staffelseeraum.
Unter dem Motto Knalliläum an der Seidl-Schule fand im Juli 2023 das 30. kultURKNALL-Festival statt. Mit einer einmaligen Eintrittspreissenkung für junge Menschen, Jubiläums-T-Shirts und der neuen Paraplui-Bühne wurde das Fest-Wochenende bereichert, während die Atmosphäre zwischen Biergartenstimmung, Familien- und Kinderprogramm, Ständen, Kunst und Kulinaria sowie musikalischen Darbietungen u. a. von John Garner und Liquid & Maniac einen Reinerlös von 63.000,- Euro einbrachten. Der 31. Kulturknall fand im Juli 2024 am Murnauer Innovationsquartier (IQ) statt. Dieser erbrachte einen Reinerlös von über 50.000,- Euro.
Der 32. Kulturknall soll am 26./27. Juli 2025 stattfinden.